# Берсей, Умар Хапхалович
Умар Хапхалович Берсей (1807 — ?)— просветитель адыгского народа, учёный, писатель, поэт-баснописец, внёс значительный вклад в становление адыгской литературы и письменности, оказал огромное влияние на становление и развитие многих национальных культур горских народов и народностей.

## Биография
Родился в 1807 году в одном из абадзехских аулов, недалеко от нынешнего Майкопа. В возрасте восьми лет был украден турками и продан в Египет, где выучил французский, арабский, турецкий и татарский языки. В 1840—1843 гг. учился во Франции.
В 1843 году вернулся на родину, принял русское подданство и поступил на службу в русскую армию в качестве переводчика. В 1850—1860 гг. преподавал адыгейский язык в Ставропольской губернской гимназии.
Дата и место смерти неизвестны.

## Труды и произведения
В 1852 г. оказывал помощь русскому этнографу барону К. Ф. Сталь в доработке сочинения «Этнографический очерк черкесского народа». 14 марта 1853 года издал в Тифлисе «Букварь черкесского языка» (на арабской графике). В 1858 году составил грамматику адыгейского языка, в 1861 г. — адыгейскую азбуку на русской графической основе. В 1862 г. участвовал в создании кабардинской азбуки.
«Букварь черкесского языка» позволил за короткий исторический период изучить все диалекты адыгов, создать письменность, разработать орфографию и национальные словари.
Берсей — автор нескольких басен, в которых показано бесправное положение трудящихся и их стремление к справедливости:
- «Два петуха»
- «Юноша»
- «Женщина и Курица»
- «Кузнец и лекарь»
- «Человек и смерть»
- «Арап»
- «Зайцы и Лисы»

и др.
Автор переводов с русского и других языков на адыгейский.

## Память
День 14 марта 1855 года, когда Берсей издал «Букварь черкесского языка», отмечается в Адыгее, Черкесии, Кабарде, а также в зарубежных адыгских диаспорах как «День современного адыгского языка и письменности».
Именем Умара Берсея названа улица в Майкопе.
На территории факультета адыгейской филологии и культуры Адыгейского государственного университета установлен памятник У. Берсею.